# أورورا بيرترانا
أورورا بيرترانا سالازار ( جيرونا ، 29 أكتوبر 1892 - بيرغا ، 3 سبتمبر 1974) كانت كاتبة إسبانية باللغتين الكتالونية والإسبانية . اعتُبرت امرأة سابقة لعصرها بفضل قصصها عن البلدان الغريبة، وكرّست نفسها للموسيقى في شبابها، وشاركت في العديد من فرق الجاز النسائية. كانت ناشطة سياسية ونسوية، هاجرت إلى المنفى عام 1936 وعادت إلى إسبانيا عام 1949. في عام 1970، حُوّلت روايتها "Vent de grop" إلى فيلم سينمائي بعنوان "La larga agonía de los peces fuera del agua" ، بطولة المغني خوان مانويل سيرات .

## سيرة
قضت أورورا بيرترانا طفولتها في مسقط رأسها جيرونا، في عائلة ثنائية اللعه. كانت تتحدث الكتالونية مع والدها و الإسبانية مع والدتها، نيفيس سالازار. منذ صغرها، انجذبت إلى الكتابة، فكتبت أول قصيدة لها في السادسة من عمرها. ومنذ ذلك الحين، أصبح الأدب شغفها الشخصي لكن والدها، الكاتب برودينسي بيرترانا، كان مترددا في ذلك وشجعها على دراسة الموسيقي مع أفضل معلم تشيلو في المقاطعة : توماس سوبريكويس.
تحت رعاية الكاتبة كارمن كار ، سافرت أولا إلى برشلونة- حيث رحبت بها كار في منزلها- ثم إلى سويسرا. في برشلونة، أكملت دراستها للتشيلو في مدرسة برشلونة البلدية للموسيقي، وللتغلب على صعوبات عائلية، بدأت بالعافيه في الساعات الأولى من الصباح في أماكن على شارع دياجونال مع ثلاث فتيات، بالإضافة إلى إعطاء دروس في الموسيقي وقراءة اللغة الكتالونية في معهد الثقافة والمكتبة الشعبية للنساء
في عام ١٩٢٣، انتقلت إلى جنيف لمواصلة دراستها في معهد دالكروز، لكنها لم تتأقلم مع أساليب المعهد الطبقية والاستبدادية.  دفعها شعورها بسوء الفهم ومواجهتها صعوبات مالية إلى التخلي عن دراستها الموسيقية. ومع ذلك، فقد حققت نجاحًا ملحوظًا مع تأسيس أوركسترا " جاز وومنز "، وهي أول فرقة جاز مكونة بالكامل من نساء في أوروبا . 
في عام 1924، نشرت أولى نصوصها في مجلة "صوت كتالونيا". تركت تجاربها في سويسرا أثرا عميقا على بيرترانا، فحولتها إلى امرأه عالمية. بعيدة كل البعد عن الطبقة البرجوازية الكتالونية المتماسكة.
في جنيف، التقت بدينيس شوفات خلال مقابلة إذاعية، والذي تُشير إليه في مذكراتها باسم السيد شوفات، وهو مهندس صناعي من عائلة عريقة يملك شركة لمعدات الراديو. تزوجا في 30 مايو/أيار 1925. اختارت الزواج والتخلي عن حياة "عضوة فرقة جاز"، كما أوضحت أورورا نفسها، تخليدًا لذكرى أسلافها، لتعيش "الحياة التي يُنصح بها المنطق السليم" وتكرّس نفسها أخيرًا للأدب . 
لكن مشاريعها التجارية لم تكتب لها النجاح، ولم يتلق الزوجان الجديدان دعما يذكر من عائلتيهما، إذ لم يوافق والدا دينيس على الزواج. غرست أورورا في زوجها شغف السفر، وتمكنا من إيجاد وظيفة له في تجميع محطة طاقة في بابيتي، بولينيز الفرنسية، حيث استقرا لمدة ثلاث سنوات.

### الدول الغريبة
خلال إقامتهما، انتهزا الفرصة لزيارة أماكن مختلفة في أوقيانوسيا. وفي رحلة الذهاب، زارا ايضا مارتينيك وغوادلوب وبنما. ومن هناك كتبت مقالات لمجلة D'Ací I d'Allà بدعم من مرشدها الأدبي لويس نيكولاس دولوير، الذي الاقت به في جنيف والذي حافظت معه على صداقة جيدة.
في عام 1930، عند عودتها إلى برشلونة بسبب مرض أختها سيليا، اقترح المحرر جوزيف كيرالت من دار نشر بروا أن تكتب أورورا كتابًا عن تقارير السفر أو سجلات عن الجزر الجنوبية. شجعت برودينسي بيرترانا ابنتها على قبول العرض.  أصبحت النصوص كتابًا كامل الطول ، Paradisos oceànics (جنة المحيط)، وكان العمل نجاحًا أدبيًا وتجاريًا، نظرًا لأن أدب الرحلات ولا المحتوى الجنسي الذي ظهر من أوصاف بيبيت للمجتمع الأصلي لم يكن شائعًا في أدب ذلك الوقت.  صُدم المجتمع الكاتالوني - وفقًا لسير المؤلف - بهذه المرأة العالمية التي كتبت عن مثل هذا المجتمع البعيد، مع التركيز على جوانب مثل الحرية الجنسية.  أصبح بيرترانا شخصية مشهورة في كاتالونيا في ثلاثينيات القرن العشرين واكتسب صورة من الغرابة ومعرفة الثقافات الأخرى التي ميزت أعماله في السنوات التالية. في عام ١٩٣٤، نشر "بيكايا، أميرة الكانيبال" (١٩٣٤)، وهي مجموعة قصصية عن بولينيزيا. وفي عام ١٩٣٥، نشر "ليلا بيردودا" ، التي شارك والده في كتابتها، والتي دمجا فيها عناصر المغامرة والرومانسية المميزة لأدب البحار الجنوبية.
في عام ١٩٣٦، نشرت كتاب رحلاتها "المغرب الحسي المتعصب" (El Marroc sensual i fanàtic) استنادًا إلى تجربتها في رحلة فردية إلى المغرب بهدف كتابة عدة مقالات لصحيفة " لا بابليسيتات" الكاتالونية.  كان هدفها دراسة روح المرأة المسلمة واكتشاف المفهوم الذي يحمله الرجال المسلمون عنها، والذي قالت إنه "يحتفظ به رجالنا". وأوضحت قائلةً: "أنا مهتمة بشكل خاص بالحريم حيث تعيش النساء حياة زوجية وعبودية". في أعمالها، انتقدت بشدة الغطرسة الغربية تجاه الثقافات الأصلية وأفعال جميع المستعمرين: التجار ورجال الأعمال والسياسيين والكهنة.  زارت الحريم وبيوت الدعارة والسجون . وسجلت تجاربها في كتابها "المغرب الحسي المتعصب" (El Marroc sensual i fanàtic) الذي نُشر عام ١٩٣٦.
في عام 1935، نشرت رواية L'illa perduda (الجزيرة المفقودة)، وهي رواية كتبتها مع والدها ورمزت إلى المصالحة بين الكاتب برودينسي بيرترانا وابنته. لم يرغب الكاتب والصحفي أبدًا في أن تصبح ابنته كاتبة، لكنه علق بشكل إيجابي على المقالات التي أرسلتها له، وبعد نجاح المنشورات من بولينيزيا، أصبح مقتنعًا بأن أورورا لديها مهنة أدبية حقيقية. عندما عادت أورورا إلى برشلونة، قرر الأب وابنته تطوير المشروع. أعدت أورورا مسودة من ثلاثين صفحة، والحبكة ونفسية الشخصيات. كتب برودينسي النصف الأول، البحث اليائس عن أرض للنزول، وكتبت أورورا النصف الآخر، من الهبوط في تو-توي-لي-لا إلى النهاية. كتبوا في نفس الوقت، كل فصل خاص به، ومن وقت لآخر كانوا يقرأون ويصححون بعضهم البعض. 

### النشاط السياسي والنسوي
عند عودتها إلى كاتالونيا عام 1930، واصلت أورورا بيرترانا كتابة الروايات و إلقاء المحاضرات والتعاون في منشورات ذلك الوقت، حيث طورت نشاطا مهما في برشلونة خلال الجمهورية الثانية (1931-1939) قادها في رحلات مختلفة حيث التقت بكتاب آخرين من نفس الجيل مثل كارمن مونتوريول وتيريزا فيرنيه وآنا موريا. لم تقتصر أنشطتها على الأدب فحسب؛ بل خلقت أيضا مساحات ثقافية وترفيهية وسياسية للنساء ومن قبلهن، جامعة إبداعها الخاص مع النشاط الاجتماعي والثقافي.
كانت بيرترانا تنوي إنشاء جامعة للنساء ولكنها أعادت توجيه المشروع وتعاونت مع كارمن كار في إنشاء نادي ليسيوم برشلونة ، الذي افتُتح عام 1931 وكان على اتصال بالنادي الذي أُنشئ في مدن أخرى، من بينها النادي الموجود في مدريد والذي أُنشئ عام 1926. وكان الهدف هو إنشاء بيئة مثالية للتبادل بين النساء خارج المنظمات السياسية. تأسس المشروع بـ" بيان المرأة " الذي وقعته أورورا بيرترانا وماريا بي وإنريكيتا سيكولي وآنا ميريت وكارمي كورتيس وميرسي روس ومونتسيرات جرانير وإيزولينا فيلادوت وليونور سيرانو وماريا كاراتالا وجوزيفينا بايونا وأماندا ليبوت.  تولت أورورا بيرترانا بنفسها إدارة الكيان لفترة من الوقت. وبالتوازي مع ذلك، كانت هناك أيضًا مساحات أخرى للتعاون مثل معهد الثقافة والمكتبة الشعبية للمرأة، ونادي Femení id' Esports أو Acción Femenina.
كانت أيضًا نشطة في السياسة وترشحت عن حزب اليسار الجمهوري في كتالونيا في الانتخابات العامة عام 1933، والتى خسرها هذا الحزب.
عندما اندلعت الحرب الأهلية، واصلت أورورا المشاركة في الحياة العامة وفي الدوائر الأدبية دفاعًا عن الجمهورية. في عام 1936، كتبت، من بين منشورات أخرى، لمجلة Companya (الرفيقة)، وهي مجلة نسائية تابعة لحزب العمال الاشتراكي الإسباني ( PSUC ) التي كانت تديرها إليسا أوريز ، والتي تضمنت أيضًا مساهمات من آنا موريا وميرسي رودوريدا وكارمن مونتوريول وتيريزا فيرنيه . في هذه الأثناء، انشق السيد شوفات إلى الجانب القومي . كانت العلاقات صعبة منذ وصولها إلى برشلونة. لم يفهم زوجها الصراع وتحدث عن "جنون كاتالوني".  في عام 1938، ذهبت إلى المنفى بمفردها، أولاً إلى سويسرا ثم إلى فرنسا . خلال عامها الأول في المنفى، بدأت من الصفر مرة أخرى وعاشت في فقر وصفته بأنه "حياة طفيلية". خلال تلك الفترة، عملت مُدرّسة لغات، ومترجمة، وخادمة، وغيرها. وفي النهاية، استطاعت أن تُصبح مشهورة في المجال الأدبي السويسري، وتعاونت مع العديد من الصحف والإذاعات. ومن بين أعمالها، التقت بالكاتبة النيوزيلندية كاثرين مانسفيلد . 

### المشاركة في الماسونية
طلبت الانضمام إلى محفل الديمقراطية في برشلونة في 6 فبراير 1934، وتم الاتفاق على البدء في 17 مارس 1934؛ ومع ذلك لم يكن من الممكن إثبات أنها تم البدء فيها أخيرا.

### العودة
في عام 1949، عادت من منفاها إلى كتالونيا لتلتقي بوالدتها. ورغم استمرارها في النشر، كان المشهد الأدبي في برشلونة مختلفا تماما في عهد فرانكو، وشعرت بيرترانا، وفقا للمؤرخين، بأنها غريبة نوعا ما.
في عام 1965 نشر برودينسي بيرتانا. أونا فيدا، سيرة ذاتية عن والده في Proses bàrbares. أبطال الافتتاحية فيرغارا.
في عام 1967، حققت نجاحا أدبيا جديدا براويته Vent de grop التي قام فرانسيسك روفيرا بيليتا بتكييفها إلى السينما تحت عنوان The Long Agony out of Water، بطولة جوان مانويل سيرات.
آخر أعماله هو مجلدان من مذكراته، Memòries fins al 1935 ، نُشر عام 1973 وحصل على جائزة Critica Serra d'Or و Memòries del 1935 fins al retorn a Catalunya نُشر بعد وفاته عام 1975. في مذكراته، حذف الأعوام من 1950 إلى 1970. وعندما سُئل عن السبب في مقابلة عام 1969، قال إنه حذفها لأنه لم يعش في السنوات القليلة الماضية. " من الصعب تفسير ذلك. إنها سنوات بلا أي مغامرة، سنوات رمادية. لقد عشت فقط في أعمالي الأدبية. الآن بالنسبة لي، الكتابة هي الحياة والمغامرة موضحة بالفعل في محتوى عملي ". 

## الحياة الشخصية
تزوجت من المهندس الكهربائى دينيس شوفات، الذي التقت به أثناء ظهورها على الراديو في جنيف، في 30 مايو 1925، وانفصلا عندما انشق إلى جانب فرانكو في الحرب الأهلية الأسبانية.

## موقع البناء
- إديلويس . برشلونة: ميديتيرانيا، العقيد لا نوفيللا المؤنث 1، 1937.

- ثلاث مكابس . برشلونة: ألبرتي، نوفا كوليتشيو ليتريس 26، 1957.

- بين صمتين . برشلونة: أيما، العقيد قائمة روايات النادي 10، 1958 (برشلونة: محرر النادي، العقيد قائمة روايات النادي 10، 1988 و 2006).

- أرياتيا . برشلونة: ألبرتي، نوفا كوليتشيو ليتريس 59، 1959.

- الجنة المحيطية . برشلونة: Proa, Col. Biblioteca Rodamón, 1930 (برشلونة: Edicions de l'Eixample, Col. Espai de Dones - Clàssiques 11 [مقدمة بقلم كاتالينا بونين]) (برشلونة: لا سال، 1988 [مقدمة بواسطة ماريا أوريليا كابماني ] فاكس من طبعة 1930).

- المغرب الحسي والمتعصب. برشلونة: Mediterrània، 1936 (برشلونة: Edicions de l'Eixample، Col. Espai de Dones - Clàssiques 3، 1991 [مقدمة بقلم ماريا أنطونيا أوليفر ]) (برشلونة: Columna، Col. De viatge، 2000 [مقدمة بقلم ماريا أنطونيا أوليفر ]).

- ذكريات تنتهي عام 1935 . برشلونة: بورتيتش، العقيد ذكريات 12، 1973.

### قصة قصيرة
- Peikea، أميرة أكلة لحوم البشر وقصص محيطية أخرى برشلونة: عفريت. لا إيبيريكا - سي. جيسبرت، 1934 (أليلا: بلينيلوني، العقيد بوتكساكا بلينيلوني 2، 1980) (برشلونة: لومين، العقيد سيس جوان 12، 1991).

- L'enamorada del silenci ، dins VVAA: جميع القصص من جائزة كوندال. برشلونة: دالماو، 1963.

### روايات الأطفال والشباب
ليلي المفقودة ( بالاشتراك مع برودينسي برترانا). مكتبة برشلونة: مكتبة كتالونيا، 1935 (برشلونة: بورتك، سلسلة بورتك مغامرات،1988)
طرق الحلم. برشلونة: ألبيرتي، 1955
حورية الطين: ملاحظات عن طفولة فاشلة لطفل ساذج وعاطفي. برشلونة: ألبيرتي، سلسلة الحروف الجديدة 47، 1959.
أوفيري وست قصص أخرى (تقديم دومينيك جوانس)، برشلونة: سيليكتا، سلسلة المكتبة المختارة_ الأعمال الأدبية الكبرى، 1965،

### الأعمال المترجمة
- جزر الأحلام: ثلاث سنوات بين الأمريكيين الأصليين في بولينيزيا. ( Paradisos oceànics9 . برشلونة: Ediciones Populares Iberia، 1933.
- فينوا تاهيتي: رؤية بولينيزي ( Paradisos oceànics) . نوشاتيل: ديلاشو ونيستله، 1943.
- دوار الآفاق ( Camins de somni) . برشلونة: توريل دي ريوس، 1952.
- الجزيرة المفقودة ( L'illa perduda) . برشلونة: جوفينتود، 1954.
- الصباح: تلاوة (La nimfa d'argila). نوشاتيل: إصدارات لا باكونيير، 1964. (ترجمة أنطوانيت دي مونتمولين)
- الجنة المحيطية: ثلاث سنوات بين السكان الأصليين في بولينيزيا (Paradisos oceànics) . برشلونة: لا تيمبيستاد، مجموعة أفينتورا 1، 2003.

## صندوق بيرترانا
تضم مكتبة جامعة جيرونا مجموعة "برودينسي إي أورورا بيرترانا"، التي تضم جزءًا من مكتبة عائلة بيرترانا وأرشيفها الشخصي. تشمل مخطوطات أورورا بيرترانا مجموعة من المقالات والأبحاث، والمحاضرات، والمراسلات، ووثائق شخصية متنوعة، ووثائق تتعلق ببرودينسي بيرترانا، ومقابلات، ونصوصًا، ومخطوطات أدبية، ومذكرات، وقصصًا قصيرة، وروايات، وأشعارًا. يمكن الاطلاع على هذه الوثائق كاملةً في مستودع المجموعات الخاصة بجامعة جيرونا وفي ذاكرة كتالونيا الرقمية.